# Гетеролітична реакція
Гетеролітична реакція (англ. heterolytic reaction) — хімічна реакція, в якій розщеплення зв'язків відбувається зі збереженням зв'язуючої електронної пари на одному з атомів, а утворення нового зв'язку — шляхом успільнення такої електронної пари (рекомбінація йонів, нуклеофільні та електрофільні реакції). Цим реакціям звичайно сприяє полярне середовище.